# Facundo Callioni
Facundo Callioni (Buenos Aires, 9 oktober 1985) is een Argentijns hockeyer. 
Tijdens de Olympische Spelen 2016 won Callioni met de Argentijnse ploeg verrassend de gouden medaille.
Op de Pan-Amerikaanse Spelen won Callioni tweemaal de titel.

## Erelijst
- 2008 -  Champions Trophy in Rotterdam
- 2010 – 7e Wereldkampioenschap in New Delhi
- 2012 – 10e Olympische Spelen in Londen
- 2014 –  Wereldkampioenschap in Den Haag
- 2015 –  Pan-Amerikaanse Spelen in Toronto
- 2016 –  Olympische Spelen in Rio de Janeiro